# Osahon Eboigbe
Osahon "Macky" Eboigbe (1989. szeptember 11., Benin City, Nigéria) nigériai labdarúgó, aki jelenleg az Oud-Heverlee Leuvenben játszik, a Blackburn Roverstől kölcsönben. Bátyja, Semi Eboigbe profi kosárlabdázó.

## Pályafutása

### Blackburn Rovers
Eboigbe a nigériai Bendel Insurance-tól került a Blackburn Rovers ifiakadémiájára. A csapat 2007-ben kölcsönadta a Cercle Brugge-nek. Ennek fő oka az volt, hogy a játékos még nem kapott munkavállalási engedélyt az Egyesült Királyságban. Az egész 2007/08-as szezont a belgáknál töltötte. 2007. december 8-án, egy Excelsior elleni mérkőzésen mutatkozott be a csapatban.
A Cercle a 2008/09-es idényre is szerette volna magához hívni Eboigbét, de végül az Oud-Heverlee Leuvenhez került. Kölcsönszerződését végül még egy szezonnal megtoldották.

## Külső hivatkozások
- Osahon Eboigbe adatlapja a Cercle Brugge honlapján Archiválva 2008. május 4-i dátummal a Wayback Machine-ben
- Osahon Eboigbe adatlapja az OH Leuven honlapján

## Fordítás
- Ez a szócikk részben vagy egészben  az   Osahon Eboigbe című angol Wikipédia-szócikk fordításán alapul.  Az eredeti cikk szerkesztőit annak laptörténete sorolja fel. Ez a jelzés csupán a megfogalmazás eredetét és a szerzői jogokat jelzi, nem szolgál a cikkben szereplő információk forrásmegjelöléseként.